# Alfred de Vigny

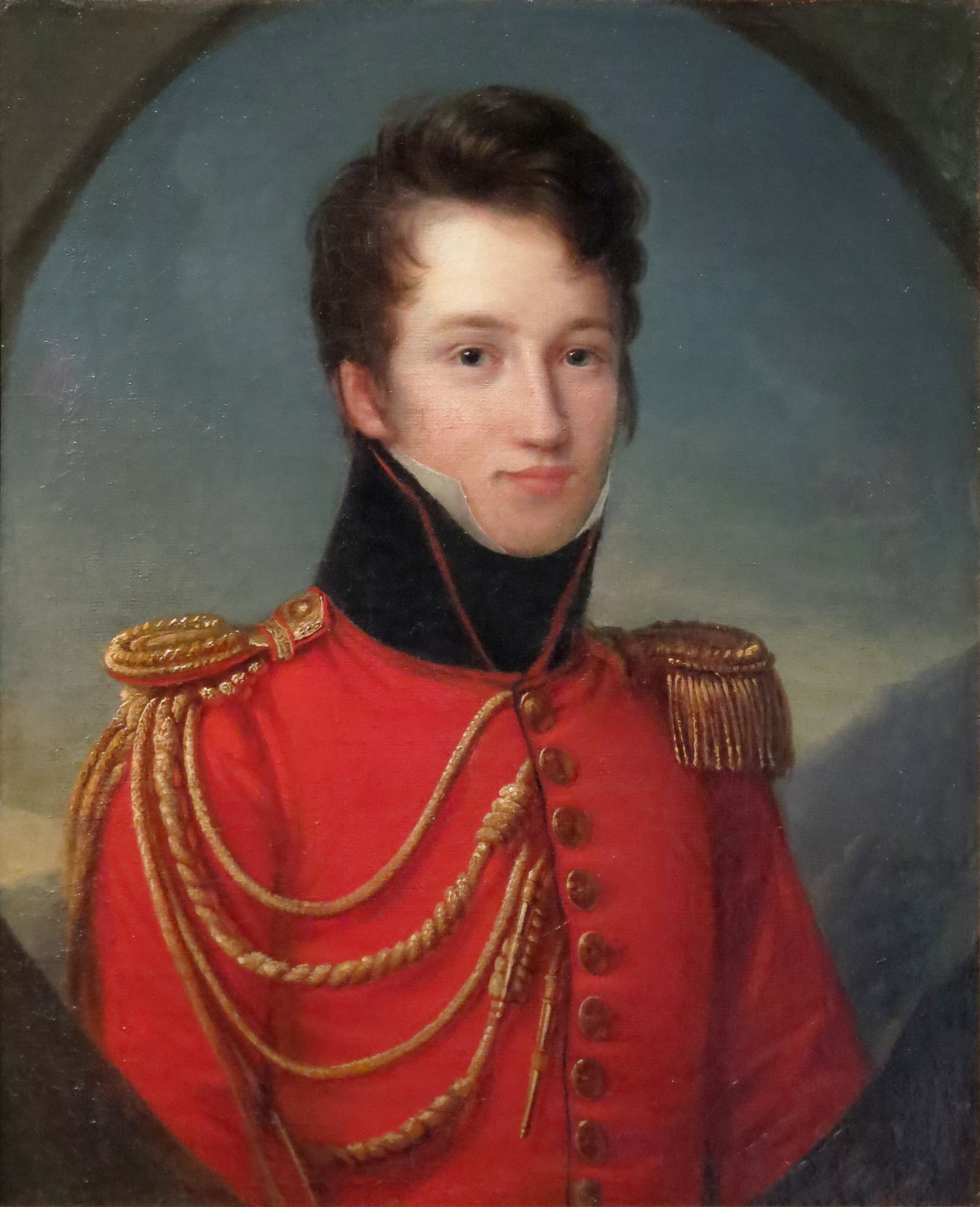
Alfred de Vigny (um 1814)

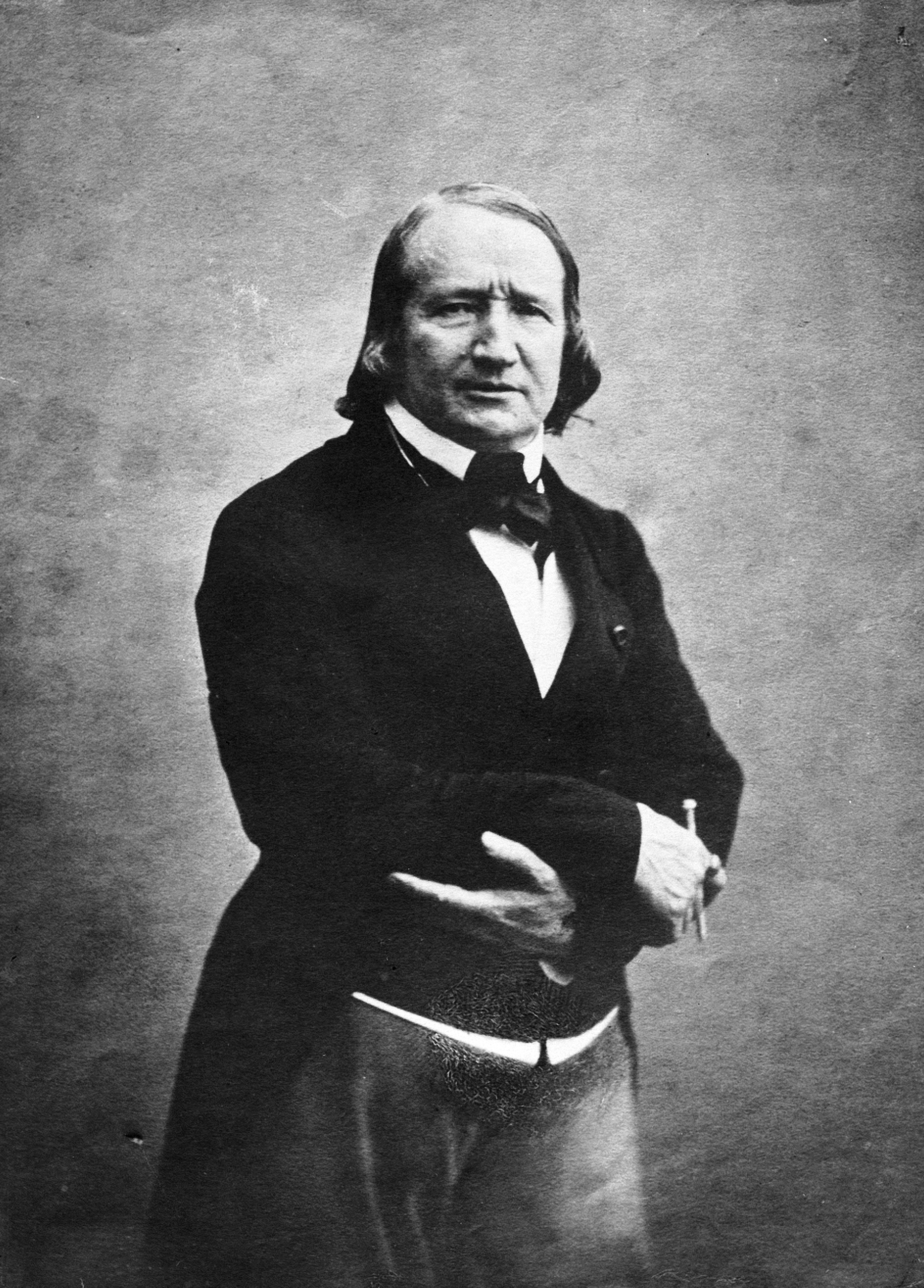
Alfred de Vigny (um 1860)

Alfred de Vigny (* 27. März 1797 in Loches; † 17. September 1863 in Paris) war ein französischer Schriftsteller. Vigny zählt zu den bedeutenderen französischen Romantikern.

## Leben
Alfred de Vigny stammte aus einer durch die Revolution geschädigten Adelsfamilie. Seine Kindheit und Jugendjahre verbrachte er ab dem Jahr 1798 in Paris, teilweise im jetzigen Elysée-Palast, der damals ein Mietshaus war. Er besuchte das Lycée Bonaparte (heute Lycée Condorcet) und träumte von einer militärischen Karriere.
Im Jahr 1814 trat er als Fähnrich in den Dienst von Ludwig XVIII., der soeben aus dem englischen Exil auf den französischen Thron zurückgekehrt war, und floh mit ihm nach Brüssel, als Napoleon für die berühmten Herrschaft der Hundert Tage (März bis Juni 1815) die Macht zurückeroberte. Nach der endgültigen Niederlage Napoleons setzte Vigny in verschiedenen Garnisonen seine militärische Laufbahn fort, hielt sich aber viel in Paris auf, denn adliger Offizier zu sein, das war damals kein sehr absorbierender Beruf.
Ab dem Jahr 1817 veröffentlichte Alfred de Vigny Gedichte; im Jahr 1822 erschien seine erste Gedichtsammlung: Poèmes. 1825 heiratete er eine wohlhabende Engländerin und konnte sich vom Militärdienst beurlauben lassen, um ganz seinen literarischen Interessen zu leben, ehe er im Jahr 1827 endgültig den aktiven Dienst quittierte.
Bereits ein Jahr zuvor hatte er den Band Poèmes antiques et modernes publiziert; dieser enthielt das berühmt gewordene Gedicht Le cor, das das heldenhafte Ende Rolands und seines legendären Signalhorns Olifant darstellt, und das typisch ist für die Mittelalterbegeisterung der Romantiker.
Ebenfalls im Jahr 1826 hatte er den erfolgreichen Roman Cinq-Mars herausgebracht. Diese Geschichte des gleichnamigen, im Jahr 1642 geköpften adligen Verschwörers gegen Richelieu ist der erste französische historische Roman in der neuen Manier Walter Scotts.
Zwischen 1827 und 1829 versuchte Vigny mit Bearbeitungen von Romeo and Juliet, Othello und The Merchant of Venice den bei den Romantikern als vorbildhaft geltenden Shakespeare in Frankreich heimisch zu machen. 1831 wurde sein erstes eigenes Stück aufgeführt, La Maréchale d’Ancre. Hierbei lernte er die Schauspielerin Marie Dorval kennen, mit der er anschließend ein jahrelanges Verhältnis hatte.
Im Jahr 1832 erschien sein Erzählband Stello. Aus einer der drei Erzählungen machte Vigny 1834 das erfolgreiche Drama Chatterton, das in Gestalt des Titelhelden einen Typ kreierte, der noch jahrzehntelang die romantische und postromantische Literatur bevölkern sollte: der für sich selbst und seine Umgebung problematische Künstler, der es schwer hat, in einer zunehmend bürgerlich geprägten, profitorientierten Gesellschaft den Platz zu finden, der seinem hohen Bild von sich selber entspricht.
Drei Jahre später publizierte Vigny Servitude et grandeur militaires („Fron und Größe des Soldaten“) – Erzählungen um den Konflikt zwischen Gewissen und soldatischer Pflicht aus der Sicht eines in seinem Karriere-Ehrgeiz überwiegend frustrierten Ex-Offiziers, der zudem, wie so viele Intellektuelle der Zeit, unzufrieden war mit dem neuen Regime des „Bürgerkönigs“ Louis-Philippe I., das von Bankiers und Fabrikanten beherrscht wurde.

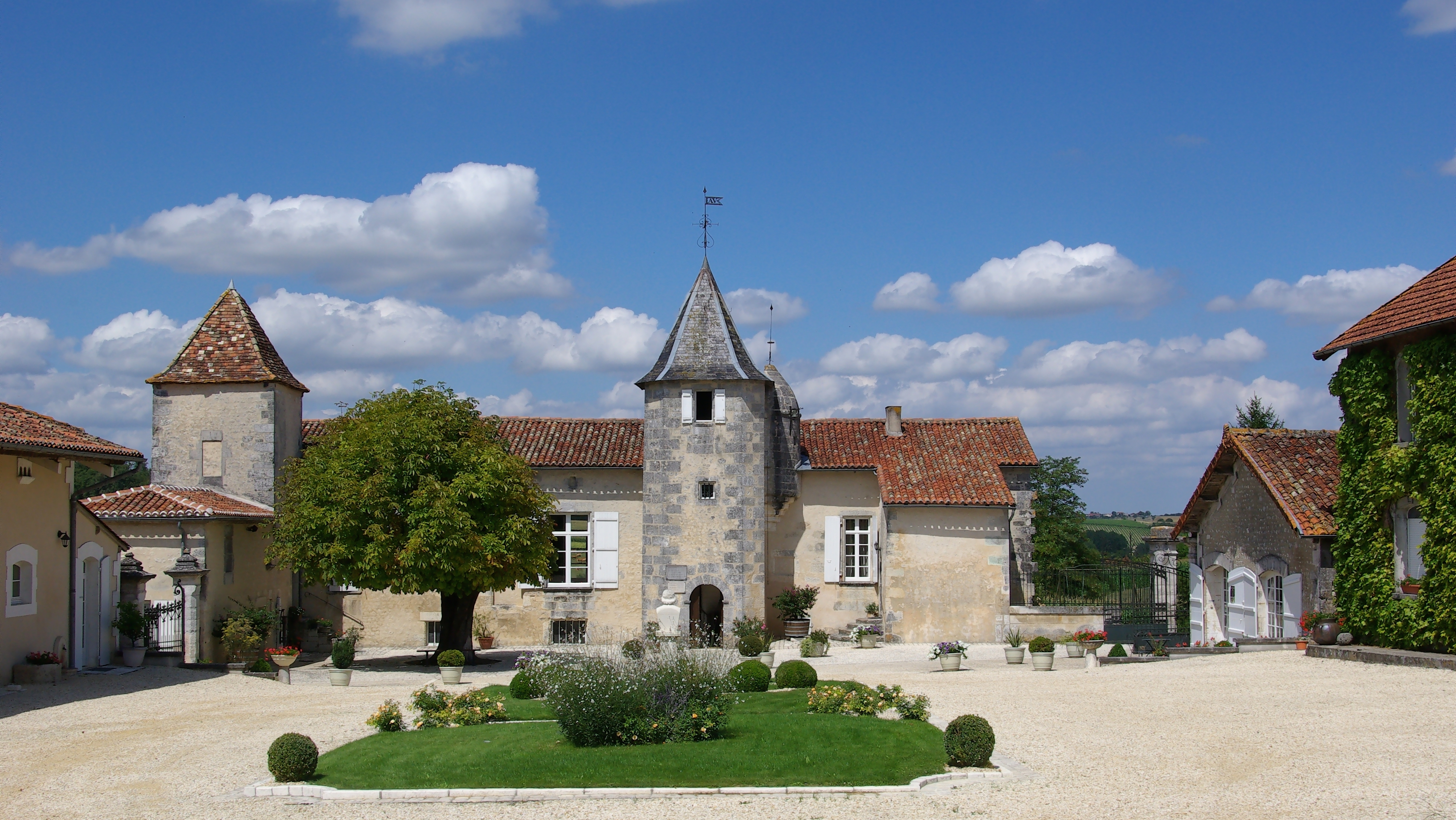
Manoir du Maine-Giraud, Charente

In den Jahren zwischen 1838 und 1853 verbrachte Alfred de Vigny viel Zeit auf seinem Landsitz (Manoir du Maine-Giraud) in der Charente, wo er La mort du loup und andere Gedichte verfasste. Sein Spätwerk blieb jedoch erfolglos und fand auch später kaum Anerkennung. Dementsprechend benötigte er zwischen 1843 und 1845 fünf Anläufe, um in die Académie française gewählt zu werden. Nach der Februarrevolution (1848) versuchte er, als Abgeordneter in die Politik zu gehen, scheiterte aber. Im Jahr 1852 schlug er sich auf die Seite des neuen Kaisers Napoleon III. und verwaltete danach seinen Ruhm.
Alfred de Vigny erkannte als einer der ersten das Talent und die Bedeutung des Poète maudit Charles Baudelaire.

## Ausgewählte Werke
- Le Bal (1820)
- Poèmes (1822)
- Éloa, ou la Sœur des anges (1824)

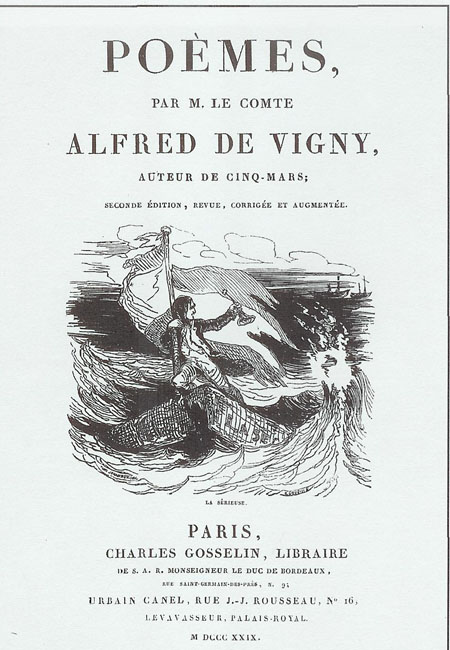
Titelseite der Ausgabe der Gedichte A. de Vignys (1829)

- Poèmes antiques et modernes (1826)
- Cinq-Mars (1826)
- La maréchale d’Ancre (1831)
- Stello (1832)
- Quitte pour la peur (1833)
- Servitude et grandeur militaires (1835)
- Chatterton (1835)
- Les Destinées (1864)
- Journal d’un poète (1867)
- Œuvres complètes (1883–1885)
- Daphné (1912)